# Sergio Massa (militare)
Sergio Massa (Faenza, 15 agosto 1909 – Kukës, 15 aprile 1941) è stato un militare italiano, insignito della medaglia d'oro al valor militare alla memoria nel corso della seconda guerra mondiale.

## Biografia
Nacque a Faenza il 15 agosto 1909, figlio di Abramo e di Argia De Francisco, quartogenito di cinque fra fratelli e sorelle nati in località diverse probabilmente a causa del  mestiere del padre.
Rimasto orfano di padre nel 1927, poi i fratelli Remigio, Fiordelmondo e Neris emigrano in Francia e lui restò con la madre e la sorella Margherita. Nel marzo 1929, all'atto di effettuare il servizio militare di leva, si arruolò volontario nel Regio Esercito, con la successiva intenzione di raffermarsi, e venne assegnato al 6º Reggimento bersaglieri di Bologna. Fu promosso caporale, poi sergente e infine sergente maggiore il 30 aprile 1932. Nel 1937 ottiene di essere preselezionato per il passaggio alla classe ufficiali in servizio permanente effettivo frequentando dapprima il corso presso la sezione distaccata di Scandiano-Sassuolo della Regia Accademia Militare di Fanteria e Cavalleria di Modena. L'anno successivo frequentò un ulteriore corso, il 6° per accertamento e completamento della cultura professionale per la nomina a sottotenente in s.p.e. circ. 645/193 come riportato testualmente nel foglio matricolare. Dopo la promozione a sottotenente ottenuta nel settembre 1939 passò in servizio al XIII settore di copertura (alpina) della Guardia alla Frontiera di Merano e poi, dal 15 dicembre 1940, in piena seconda guerra mondiale, su sua richiesta alla 9ª Compagnia del 4º Reggimento bersaglieri già operante in zona di guerra in Albania.
Il 24 gennaio 1941 rientrò in Italia a causa della morte della madre. Al suo ritorno in Albania il reggimento fu spostato dal fronte sud a quello nord jugoslavo. Dalla fine del mese di febbraio il reggimento rimase a copertura del confine jugoslavo in attesa del pronunciamento del governo di Belgrado che si sperava favorevole all'Asse. Dopo il colpo di stato in Jugoslavia, che portò alla caduta del governo favorevole alle Potenze dell'Asse, nei primi giorni del mese di aprile gli italiani da nord e tedeschi invasero con unità meccanizzate il territorio jugoslavo mentre a sud i bersaglieri contesero il terreno al nemico a q. 1234 del Monte Kraster. Durante l'azione del 6/7 aprile egli rimase gravemente ferito e, trasportato all'ospedale da campo n.119 di Kukës, vi decedette il 15 dello stesso mese.

### Annotazioni
1. ↑  Di professione ambulante di ferramenta.
2. ↑  Il XIII Settore di Copertura Venosta è uno dei settori in cui venne diviso il Vallo Alpino in Alto Adige, questo settore si estende dal confine est con l'Austria, dal passo Resia, percorrendo verso sud-est l'intera val Venosta, fino a Bolzano. Seguivano il XIV e XV fino in Val Pusteria e Comelico. Comprendevano battaglioni mitraglieri e artiglieria da posizione.

### Fonti
1. 1 2 3 4 5 6 7  Combattenti Liberazione.
2. 1 2 3 4 5 6  Digilander Libero.
3. ↑  Medaglie d'oro al valor militare sul sito della Presidenza della Repubblica
4. ↑  Registrato alla Corte dei conti addì 12 aprile 1943, registro 14, guerra, foglio 92.